# Huỳnh Châu Sổ
Huỳnh Châu Sổ (1923–2000), bí danh Năm Bê, bí số A.205, là một chính khách Việt Nam, nguyên Chủ nhiệm Ủy ban Thanh tra Nhà nước trong Chính phủ Việt Nam, nguyên Bí thư Tỉnh ủy Tân An, Long An.

## Cuộc đời
Huỳnh Châu Sổ sinh năm 1923 trong một gia đình trung nông ở làng Bình Đức, quận Thủ Thừa, tỉnh Tân An, nay là xã Bình Đức, huyện Bến Lức, tỉnh Long An. Khoảng 1944–1945, ông bắt đầu tham gia phong trào cách mạng của Đảng Cộng sản Đông Dương.
Năm 1946, ông được kết nạp vào Đảng Cộng sản Đông Dương, sau đó trở thành Phó Bí thư Huyện ủy, Trưởng Công an huyện Thủ Thừa. Năm 1949, ông trở thành Bí thư Huyện ủy. Năm 1950, ông được bầu vào Tỉnh ủy Tân An, vẫn tiếp tục đảm nhiệm cương vị Bí thư Huyện ủy Thủ Thừa.
Năm 1951, Ủy ban Kháng chiến Hành chánh Nam Bộ quyết định sáp nhập ba tỉnh Tân An, Mỹ Tho, Gò Công thành tỉnh Mỹ Tho mới, ông tiếp tục làm Tỉnh ủy viên, giữ cương vị Bí thư Huyện ủy kiêm Chủ tịch Ủy ban Kháng chiến Hành chính huyện Thủ Thừa.
Năm 1954, ông ở lại miền Nam làm Phó Bí thư Tỉnh ủy Tân An. Tháng 11 năm 1956, ông làm Bí thư Tỉnh ủy Tân An. Tháng 8 năm 1957, hai tỉnh Tân An và Chợ Lớn hợp nhất thành tỉnh Long An, ông trở thành Bí thư Tỉnh ủy đầu tiên của tỉnh Long An. Trong thời gian làm Bí thư, ông đã cùng Tỉnh ủy khôi phục được một số cứ địa quan trọng, hạn chế được các vụ khủng bố của kẻ địch, tạo cơ sở cho các bước tiếp theo trong tương lai.
Tháng 11 năm 1959, ông được điều về Khu 8, làm Liên Tỉnh ủy viên phụ trách Trưởng ban An ninh Khu 8 (Khu Trung Nam Bộ). Trước năm 1975, ông làm Bí thư Khu ủy Khu 8.
Sau thống nhất, tháng 9 năm 1976, ông được bổ nhiệm làm Phó Chủ nhiệm Ủy ban Thanh tra Nhà nước, sau đó là Phó Chủ nhiệm thứ nhất. Ngày 28 tháng 6 năm 1988, ông được Quốc hội phê chuẩn giữ chức vụ Chủ nhiệm Ủy ban Thanh tra Nhà nước thay Phó Thủ tướng Nguyễn Văn Chính. Ngày 26 tháng 4 năm 1989, ông thôi giữ các chức vụ trong chính phủ.
Ông mất năm 2000 tại Thành phố Hồ Chí Minh.

## Vinh danh
- Huân chương Kháng chiến chống Mỹ hạng Nhất;
- Huân chương Quyết thắng hạng Nhất;
- Huân chương Hồ Chí Minh.

Tên của ông được đặt cho một con đường tại huyện Bến Lức (Long An).